# جولیا مورگان
جولیا مورگان (به انگلیسی: Julia Morgan) متولد سان فرانسیسکو، کالیفرنیا، نخستین معمار زن ایالت کالیفرنیا، و نخستین زن آمریکایی است که در مدرسه بوزار فرانسه تحصیل کرد.
او بیش از ۷۰۰ اثر خلق کرد.
مورگان قبل از رفتن به فرانسه شاگرد برنارد میبک بود.